# Johannes Jacobus Meinsma
Johannes Jacobus Meinsma (Leeuwarden, 9 september 1833 - Delft, 14 september 1886) studeerde theologie, gaf les in het Javaans en in land- en volkenkunde van Nederlands-Indië aan de Koninklijke Academie in Delft en aan de Indische Instelling aldaar, waar hij tevens enige tijd directeur was.
Johannes Jacobus Meinsma begon zijn studie theologie in Leiden in 1853. Daarnaast studeerde hij oosterse letteren. Vanaf 1858 mocht hij zich proponent noemen, maar Meinsma besloot zich te bekwamen in het Javaans, onder Taco Roorda, die een oom van hem was. Vanaf 1861 was Meinsma leraar in het Javaans aan de Koninklijke Akademie in Delft, tot deze in 1864 werd opgeheven en Meinsma op wachtgeld werd gesteld. 
Vanaf de oprichting in datzelfde jaar van de Indische Instelling, een gemeentelijke instelling voor de opleiding van Indische ambtenaren, werd hij leraar in het Javaans en in de land- en volkenkunde van Nederlands-Indië. In 1868 kwam daar ook de geschiedenis van Nederlands-Indië bij, toen docent en directeur Salomo Keyzer kwam te overlijden. 
Meinsma volgde Salomo Keyzer ook op als directeur van de instelling. In 1872 werd hij ontheven van het onderwijs in de land- en volkenkunde en in 1879 werden zijn lessen geschiedenis overgenomen door J.A. van den Broek. Wel doceerde Meinsma vanaf 1880 het Madoerees. In 1882 verzocht hij echter de Delftse burgemeester en wethouders om wegens gezondheidsredenen ontheven te worden van zijn taken. Om de lessen te kunnen laten doorgaan werden de vakken Javaans en geschiedenis gegeven door J.A. van den Broek en het Madoerees door candidaat Oost-Indisch ambtenaar J.S.A. van Dissel. Waarnemend directeur werd Jacques Spanjaard.
Na het overlijden van Meinsma in 1886 werd eerst H.C. Humme, afkomstig uit Leiden, zijn opvolger voor de lessen Javaans, en in 1891 C. Poensen. Jacques Spanjaard werd directeur van de instelling.

## Enkele werken
- Supplement op het Javaansch - Nederduitsch woordenboek van T. Roorda, Amsterdam 1862
- Geschiedenis van de Nederlandsche Oost-Indische Bezittingen, 1872-1875
- register op De Opkomst van het Nederlandsch gezag in Oost-Indie: Verzameling van onuitgegeven stukken uit het Oud-Koloniaal Archief, 1875